# نیکولای ارکاس
نیکولای ارکاس (انگلیسی: Mykola Arkas; ۷ ژانویهٔ ۱۸۵۳ – ۲۶ مارس ۱۹۰۹) آهنگساز، نویسنده، تاریخ‌نگار، و شاعر اهل امپراتوری روسیه بود.